# Xanthophytum sessile
Xanthophytum sessile är en måreväxtart som beskrevs av Axelius. Xanthophytum sessile ingår i släktet Xanthophytum och familjen måreväxter. Inga underarter finns listade i Catalogue of Life.